# Karl Wetaschek
Karl Wetaschek (Wenen, 15 december 1859 – aldaar, 7 november 1936) was een Oostenrijks componist en dirigent.

## Leven
Wetaschek deed zijn studies aan het conservatorium van Wenen, waar hij bij Josef Hellmesberger sr., Karl Heissler, Wilhelm Rauch en Robert Fuchs studeerde. Bij  Josef Fahrbach deed hij zijn Kapelmeester studies. 
Van 1882 tot 1890 was hij militaire kapelmeester van de kapel van het Infanterie Regiment No. 25, te eerst in Pljevlja, Montenegro, later in Lučenec, Slowakije, (toen: Losoncz Hongarije), waar zijn opvolger Franz Lehár was. Van 1890 tot 1904 was hij kapelmeester bij het Infanterie Regiment No. 8 in Brno, Tsjechië en schreef daar onder andere een mars voor het regiment. Van 1904 tot 1908 was hij kapelmeester bij het Infanterie Regiment "Freiherr von Appel" No. 60 in Hongarije. Bij het Infanterie Regiment No. 19 in Wenen was hij van 1908 tot 1912 Kapelmeester om aansluitend tot 1918 bij het huisregiment van Boedapest, het Infanterie Regiment No. 32, als kapelmeester werkzaam te zijn en de Eerste Wereldoorlog te beleven. 
Vanaf 1918 leefde hij teruggetrokken in Wenen. Naast het schrijven van eigen composities bewerkte hij ook oude marsen uit de K. u. K. monarchie. 

## Composities

### Werken voor harmonieorkest
- 1890 8er Regiments Marsch - Erzherzog Karl Stefan Marsch
- 1936 Frisch auf
- Immer schneidig

## Publicaties
- F. Rathner: Die bewaffnete Macht Österreich-Ungarns 1618–1918 in ihren Märschen. 1983.

- Gemeinsame Normdatei: 133377210
- International Standard Name Identifier: 0000 0000 1940 0152
- Nationale Bibliotheek van Tsjechië: mzk2015871271
- Virtual International Authority File: 50414593
- WorldCat: E39PBJccfG67X4BtytdMGyd4v3